# Jean-Hilaire Aubame

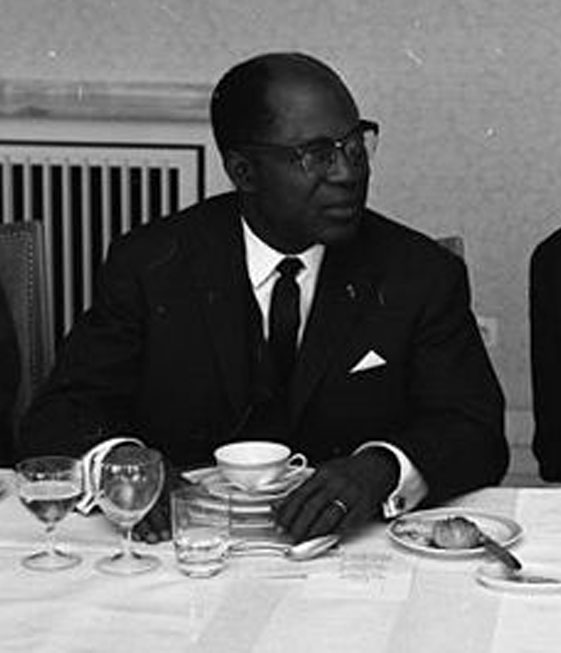
Jean-Hilaire Aubame

Jean-Hilaire Aubame (* 10. November 1912; † 16. August 1989 in Libreville) war ein Politiker des zentralafrikanischen Staates Gabun.

## Frühe Jahre
Aubame gehörte zu den Fang, die vor allem im Norden Gabuns und im Nachbarstaat Äquatorialguinea leben. Er wurde in der Nähe der Hauptstadt Libreville geboren und früh ein Waisenkind. Der Geistliche Jean Obame kümmerte sich um ihn und sorgte für seine Schulausbildung. Mit Hilfe von Obames Bruder, dem späteren Präsidenten Léon M’ba, erhielt er eine Anstellung beim Zoll. 1936 wurde er nach Brazzaville versetzt.

## Zweiter Weltkrieg
Während des Zweiten Weltkriegs war er weiterhin für die französischen Behörden tätig. Nach der Kapitulation Frankreichs im Juni 1940 schloss er sich de Gaulles Freiem Frankreich an und wurde nach Libreville, das loyal zur Vichy-Regierung stand, geschickt, um die Unterstützung der Fang zu gewinnen. Vom Februar 1942 an wurde er vom Gouverneur Félix Èboué protegiert und informierte diesen über die Vorgänge innerhalb der afrikanischen Bevölkerung. 1944 machte ihn Èboué zum Vorsitzenden der Verwaltung von Poto Poto, der Afrikanerstadt von Brazzaville. Nach Èboués Tod im März 1944 arbeitete er als Berater für den Generalgouverneur André Bayardelle.

## Politiker

### Vor der Unabhängigkeit
Mit der Unterstützung des Gouverneurs kandidierte er für die Nationalversammlung in Paris und war seit dem 10. November 1946 Abgeordneter für Gabun. Bei den weiteren Wahlen während der IV. Republik wurde er am 17. Juni 1951 und am 2. Januar 1956 wiedergewählt, wobei er 1951 gegen Léon M’ba siegte. In dieser Zeit war er meist in Paris und nur selten in Gabun, wo M’ba inzwischen seine Machtbasis ausbaute. In Gabun gründete Aubame die Union Démocratique et Sociale Gabonaise (UDSG) und wurde 1952 für sie in die Territorialversammlung Gabuns gewählt. 1957 wurde er wiedergewählt, stärkste Partei wurde aber M’bas Bloc Démocratique Gabonais (BDG). Vier seiner Parteifreunde wurden Minister in der zwölfköpfigen Regierung des Territoriums.

### Nach der Unabhängigkeit
Am 17. August 1960 wurde Gabun mit M’ba als erstem Präsidenten unabhängig. Aubame arbeitete mit ihm zusammen, wurde Abgeordneter für Moyen-Ogooué und war von 1961 bis 1963 Außenminister. Bei den Parlamentswahlen im Februar 1961 traten BDG und UDSG mit einer gemeinsamen Liste an. Im Mai 1962 überwarf er sich mit M’ba und schied 1963 aus der Regierung aus. Da Aubame seine Partei nicht mit der M’bas fusionieren wollte, wurde er an das Oberste Gericht berufen, um ihn so aus der Politik fernzuhalten. Aubame trat aber am 10. Januar 1964 von diesem Amt zurück.
Ein kurzlebiger Militärputsch entmachtete M’ba am 17. Februar 1964 für wenige Tage. Aubame, der mit dem Staatsstreich wahrscheinlich nichts zu tun hatte, wurde Chef einer provisorischen Regierung. M’ba kam mithilfe französischer Truppen, die weiterhin im Land stationiert waren, wieder an die Macht und Aubame wurde inhaftiert. Am 12. April 1964 fanden die bis 1990 letzten Wahlen mit mehreren Parteien statt, bei denen seine UDSG 16 der 47 Sitze gewann.

## Letzte Jahre
Er wurde im August 1964 zu zehn Jahren Zwangsarbeit und weiteren zehn Jahren Verbannung verurteilt. 1972 wurde er von Omar Bongo, M’bas seit 1967 amtierenden Nachfolger, amnestiert und ging nach Paris ins Exil. Er kehrte 1981 zu einem Besuch nach Libreville zurück. Bei der Gelegenheit verlieh ihm Präsident Bongo den mehr symbolischen Titel eines Sonderberaters. Obwohl er kein Unterstützer der illegalen Oppositionsgruppe Mouvement de Redressement National (MORENA) war, wurde am 12. Dezember 1984 ein Bombenanschlag auf sein Haus verübt, dem er und seine Familie nur knapp entkamen.